# Kopula
Az egyszerű mondat szintaxisában a kopula olyan nyelvi elem, amely az alanyt azzal a névszóval köti össze, amellyel együtt a mondat állítmányát képezi. Egyes nyelvekben, mint a magyar vagy az indoeurópai nyelvek, a kopula segédige, és magyar grammatikákban névszói-igeinek nevezett összetett állítmányt alkot.
Kopulatív igének megfelelő igenévvel a névszó magyar grammatikák szerint összetett mondatrészt képez, pl. Jó érzés első lenni, Első lévén jutalmat kapott.
Összetett mondatban az állítmány névszói részét a magyarban állítmányi mellékmondat fejtheti ki, pl. Kati volt az, akiben legjobban megbíztam, egyéb nyelvekben pedig helyettesítheti: (franciául) L’essentiel est que le client soit satisfait ’A lényeg az, hogy az ügyfél elégedett legyen’.
Egyes szerzők kiterjesztik a kopulatív ige fogalmát a létigére abban az esetben is, amikor az alanyt határozóhoz köti. Például Dubois 2002 szerint a (franciául) Pierre était à la maison ’Pierre otthon volt’ mondatban az ige ugyanúgy kopula, mint a Pierre est heureux ’Pierre boldog’ és a Pierre sera un ingénieur ’Pierre mérnök lesz’ mondatokban. Eastwood 1994-nek ugyanaz a véleménye az angol be igéről: The conference is every year ’A konferenciát minden évben megtartják’ (szó szerint ’A konferencia van minden évben’), The hotel was quiet ’A szálloda csendes volt’. Azon nyelvészek szemléletében, akik nem osztják ezt a véleményt, a létige akkor kopula, ha nincs lexikai jelentése, viszont ha van ilyen jelentése, például létezik, él, tartózkodik, történik, akkor magában képez igei állítmányt: (magyarul) A házban sok gyerek van, (franciául) Il est à la campagne ’Falun van’, (angolul) The conference is every year.
Egyes nyelvekben, mint az újlatin nyelvek a kopulatív ige általában kötelező, bár egyes esetekben inkább mellőzik, de akkor is ki lehet tenni. Más nyelvekben, mint a magyar, bizonyos esetekben kötelező mellőzni, megint másokban pedig más kopula értékű szóval helyettesíthető, például névmással, mint az arab nyelvben. Olyan nyelvek is vannak, amelyekben a kopula nem ige, hanem egy szócska (pl. a japánban), vagy toldalék (pl. a török nyelvben).

## A kopulatív ige általános jellegzetességei és használata
Alaktani szempontból a kopulatív ige fejezi ki az állítmány azon grammatikai kategóriáit, amelyeket nyelvtől függően is hordoz. Ezek a személy, a szám, az igeidő, az igemód, az igenévi alak, a nem, az igeszemlélet és az igejelleg.
Mondattani szempontból az ilyen ige kontextusával áll szemben azon igékkel, amelyek igei állítmányok lehetnek. A kopulatív ige megenged alapszerkezetében melléknevet, és ilyen szót vagy más olyat követel meg, amely kifejezheti az állítmány névszói részét a szóval vagy csak személyraggal kifejezett alannyal egy időben. Az állítmány névszói része lehet melléknéven kívül, nyelvtől függően főnév, számnév, névmás, igenév vagy határozószó.
A kopulatív ige elsősorban viszonyszó. Jelentéstani szempontból vagy nincs lexikai jelentése (ilyen a létige) vagy az ilyen jelentése korlátozott (egyéb igék). A lexikai jelentést főleg az állítmány névszói része hordozza. A kopula csak hozzájárul olyan viszonyok kifejezéséhez az alany és a névszói rész között, mint:
- minősítés (melléknévvel vagy főnévvel):

(magyarul) A villamos sárga lehet, Péter tanár volt;
(angolul) He has become very handsome ’(Ő hímnem) nagyon szép lett’, She is a dancer ’Ő (nőnem) táncos’;
(franciául) Cette fille est charmante ’Ez a lány bájos’, Jean est professeur ’Jean tanár’;
(románul) El este inteligent ’Ő (hn.) intelligens’, Inelul ei este de aur ’A gyűrűje aranyból van’;
(BHMSz) Takav je bio ’Ilyen volt (ő hn.)’, Ja jesam vještac ’Valóban varázsló vagyok’;
- azonosítás:

(magyarul) Az lesz a te ajándékod, ami a kis dobozban van;
(angolul) Jo is the leader ’Jo a főnök’;
(franciául) Ce chien est Médor ’Ez a kutya Médor’;
(románul) El este directorul ’Ő (hn.) az igazgató’;
- egyenértékűség:

(franciául) Partir c’est mourir un peu ’Elmenni annyi, mint kissé meghalni’;
(románul) Munca înseamnă satisfacție ’A munka élvezet’;
(BHMSz) Rat je danas nauka ’A háború manapság tudomány’;
- birtokviszony:

(magyarul) Én is magány és csönd gyermeke lettem (Juhász Gyula);
(angolul) This book is John's ’Ez a könyv Johné’;
(franciául) Ce livre est à Jean ’Ez a könyv Jeané’;
(románul) Cartea este a ei ’A könyv az övé’ (nn.)’;
(BHMSz) On je naš ’Ő (hn.) a miénk’.
Igeszemléleti szempontból a kopulatív ige lehet statikus (a létige és szinonimái) vagy dinamikus (pl. a lesz ige és szinonimái).
Stilisztikai szempontból a kopulatív ige olyan explicit metafora létrehozásához járul hozzá, amely névszói-igei állítmányos mondat szerkezetén alapszik, pl. Láng volt az élet (Pinczési Judit).

## Kopulatívoknak tekintett igék
A fő kopulatív ige a létige. Egyes nyelvészek csak ezt nevezik kopulatívnak, de egyéb olyan igéket is számba vesznek, amelyek névszói-igei állítmány részei lehetnek. Az utóbbiak között egyesek félkopulatívoknak nevezik a létigén kívülieket, mivel teljesen vagy részben megtartják lexikai jelentésüket, és hozzájárulnak az állítmány teljes jelentéséhez, szemben a létigével, amelynek kopulaként nincs lexikai jelentése.
Magyar grammatikákban kopulatív igéknek számítanak az alábbiak:
- van: Te okos vagy;[1]
- lesz: Jó mérnök lett belőle;[29]
- marad: Élete végéig becsületes maradt;[1]
- múlik (csak a napos, hetes, hónapos, éves melléknévvel kapcsolatban): Elmúltam húszéves.[1]

Az itt említett más nyelvek grammatikáiban is kopulatívoknak számítanak ezek megfelelői, a múlik igén kívül. Nyelvészek nézetétől függően több-kevesebb egyéb igét is kopulatívnak tekintenek, például:
(angolul) She feels angry ’Dühösnek érzi magát’;
(franciául) La médecine s’était montrée impuissante ’Az orvostudomány tehetetlennek mutatkozott’;
(románul) Răzvan părea voinic și curajos ’Răzvan erősnek és bátornak tűnt’;
(BHMSz) Ne pravi se lud ’Ne tedd magad bolondnak!’

## A kopula sajátosságai néhány nyelvben

### A magyarban
A magyar nyelvben van kötelező kopulaelhagyás, mégpedig a van igéé kijelentő mód jelen idő harmadik személyben. Az uráli nyelvekben általában gyakori az ún. névszói állítmány, ahogyan egyes szerzők nevezik, miközben mások szerint ez zérókopulás névszói-igei állítmány. Példák: A varjú énekesmadár, Még zöld a cseresznye, A mi focistáink nagyon gyorsak, Ez már nekem is sok, Mi az ott? Minden más esetben, azaz amikor a van ige egyéb alakjai vagy a többi kopulatív ige akármelyik alakja szükséges, a kopula testes, pl. Tegnap óta lázas vagy, Jók legyetek a kiránduláson!, Látom, egészen tiszta lettél, Ő mindig határozott marad, Az öcsém nyáron múlik húszéves. Kivételesen megjelenik a van kopula kijelentő mód jelen idő harmadik személyben, ha nyomatékosított: Van ő olyan bátor, hogy bemenjen az oroszlán barlangjába.
A magyarban a van ige két olyan származékkal rendelkezik, amelyek szintén kopulák, és egyes összetett mondatrészek alkotásának segédszavai, pl. János orvos volta sokaknak hihetetlen volt (összetett alany), a feladatról való gondolkodás (összetett jelző).

### Újlatin nyelvekben
Ezekben a nyelvekben a kopulatív ige általában kötelező, de vannak olyan esetek, amikor inkább elhagyják, bár ekkor is kitehető.

#### A franciában
A francia nyelvben gyakran hagyják el a kopulatív igét felkiáltó mondatban, pl. Délicieux, vos gâteaux ! (← Ils sont délicieux, vos gâteaux) ’Nagyon finomak a (maga) süteményei!’, Drôle de type ! ’Furcsa egy alak!’, Magnifique ! ’Csodálatos!’, Imbécile ! ’Hülye (vagy)!’ Előfordul az elhagyás bizonyos kijelentő mondatokban is, pl. À vous la parole ’Öné a szó’.
Összetett mondatban előfordul a kopula hiánya amikor:
- az állítmány névszói részét jelzői mellékmondat egészíti ki: Heureux qui frissonne aux miracles de cette poésie ’Boldog, aki megborzong e vers csodái hallatán’ (Anatole France);[36]
- az állítmány névszói része alanyi mellékmondatot rendel alá: Inutile que vous en parliez là-bas ! ’Fölösleges beszélnie erről ott!’ (Gustave Flaubert);[37]
- megengedő mellékmondatban: Quoique malade, Lucie a voulu nous accompagner ’Bár beteg volt, Lucie velünk akart jönni’.[38]

#### A románban
A román nyelvben el lehet hagyni a kopulát főleg ismétlését kerülendő, például párbeszédben (– Era trist? – Trist ’– Szomorú volt? – Szomorú’) és mellérendelt mondatban: El era vesel, iar ea tristă ’A fiú vidám volt, a lány meg szomorú’ (szó szerint ’Ő (hn.)…, ő (nn.) meg…).
Gyakran hagyják el a kopulát ún. ’minősítő névszói’ mondatban:
Vorba lungă sărăcia omului (szó szerint ’Hosszú beszéd az ember szegénysége’) (közmondás);
El savant?! ’Tudós, ő?!’;
Bine că ai venit ’Jó, hogy eljöttél’;
Bucuroși de oaspeți? (szó szerint ’Örvendezők a vendégektől?’ – köszöntés vendégségbe érkezéskor).
Mint a franciában, ebben a nyelvben is hiányozhat a kopula felkiáltó mondatban (pl. Năprasnic ger! ’Szörnyű egy fagy!’), valamint megengedő mellékmondatban: Deși sărac, e optimist ’Bár szegény, mégis optimista’.

#### A spanyolban
A spanyol nyelv egyik sajátossága az, hogy két van-nak megfelelő igéje van. Mindkettő kopulaként is használatos.
Az egyik a ser ige. Általában akkor használják, amikor az azonosítás vagy a minősítés állandónak tekintett:
- főnévvel: Soy arquitecto ’Építész vagyok’;
- főnévi igenévvel: Eso es sufrir ’Ez szenvedés’ (szó szerint ’Ez szenvedni’);
- mellékmondattal: La dificultad es que no tenemos dinero ’A nehézség az, hogy nincs pénzünk’;
- olyan melléknévvel, amely az alany velejáró tulajdonságát kifejezőnek tekintett: Este libro es triste ’Ez a könyv szomorú’.

Az estar ige többnyire melléknévvel használt, amikor:
- ideiglenes vagy ilyennek tekintett tulajdonságot fejez ki: La sopa está caliente ’A leves forró’, Está muy optimista ’(Ő) nagyon optimista’;
- a beszélő beleérti saját szubjektivitását tulajdonság kijelentésekor: Elena está muy guapa ’Elena nagyon szép (szerintem)’.

### Az oroszban
Az orosz nyelv sajátossága más szláv nyelvekhez viszonyítva az, hogy már nincsenek meg benne a létige alakjai kijelentő mód jelen időben, kivéve az egyes szám harmadik személyű alakot, de ezt sem használják kopulaként, ezért a kopula zéró kijelentő mód jelen időben, pl. Она сегодня нарядная (Ona szevodnya narjadnaja) ’(Ő nn.) ma elegáns’. Azonban a létige összes többi alakja megvan és használatos kopulaként is: Он был начальником (On bil nacsalnyikom) ’(Ő hn.) főnök volt / Ő volt a főnök’, Маша будет нарядная (Masa bugyet narjadnaja) ’Masa elegáns lesz’, Будь весёлой! (Bugy veszjoloj!) ’Légy vidám (nn.)!’, будучи больным (buducsi boljnim) ’beteg lévén’. E különböző helyzetekben a névszói rész két különböző esetben áll: Kopula nélkül és jövő időben alanyesetű, de múlt időben és határozói igenévként eszközhatározói esetű.

### A modern héberben
A héber nyelvben hasonló a helyzet az oroszbelivel a létige használatát tekintve. Kijelentő mód jelen időben hiányzik (pl. yoram ayef ’Jorám fáradt’), de a kopula az alanynak megfelelő személyes névmás is lehet: sarah šelanu hi ayefa ’A mi Sáránk fáradt’ [szó szerint ’Sára miénk ő (nn.) fáradt (nn.)]. A személyes névmás általában főnévvel kívánt: yoram hu rav ’Jorám rabbi’ [szó szerint ’Jorám ő (hn.) rabbi’]. A kopula mutató névmás is lehet élettelent megnevező főnévvel, amikor az alany határozatlan: iton eḥad zeh me‘at me’od dapim ’Egy újság annyi, mint nagyon kevés lap’ [szó szerint ’Újság egy ez (hn.) kevés nagyon lapok’]. A kopulatív létige jelen van a többi alakban: hu haya ketzat lo na‘im ’(Ő hn.) kissé ellenszenves volt’, hu yihye gavoah mišear eḥav ’(Ő hn.) magasabb lesz a fivéreinél’.

### Az arabban
Az arab nyelvben is zéró a kopula jelen idejű állító mondatban, a névszói rész pedig alanyesetű, pl. al-Tariiq-u Tawiil-un ’Az út hosszú’, ’anti Sadiiqat-ii ’A barátnőm vagy’ [szó szerint ’Te (nn.) barátnőm’]. Az arabban is használható kopulaként jelen időben személyes névmás: al-muhimm-u huwa l-‘iamal-u ’A munka a fontos’ [szó szerint ’A fontos ő (hn.) a munka’]. Ilyen mondat tagadása a „nincs” jelentésű igével történik, amely mindig a elején helyezkedik el, és ekkor a névszói rész tárgyesetű: lays-a xabiir-an ’Nem szakértő’. Múlt és jövő időben a „lenni” jelentésű ige használatos ugyancsak a mondat elején, és ekkor is tárgyesetű a névszói rész: kaan-a l-Tariiq-u Tawiil-an ’Az út hosszú volt’, sa-ta-kuun-u zawjat-ii Tabiibat-an ’A feleségem orvosnő lesz’.

### A japánban
A japán nyelvben a melléknév és a főnév magában is képezheti az állítmányt a fesztelen nyelvi regiszterben, például:
Watashi wa Kyoto no shusshin ’Kiotói vagyok’ (szó szerint ’Én TOPIK Kiotó JELZŐ származási hely);
Minako wa kawaii ’Minako csinos’.
A szokásos regiszterben ilyen semleges mondatok végére a da szócska kerül, amelyet a nyelvészek általában kopulaként értelmeznek, bár nem ugyanolyan értékű, mint például az angolban a be kopulatív ige: Watashi wa Kyoto no shusshin da. Ha a beszélő egyben az udvariasságát is kifejezi, a da szócskát a desu szócskával helyettesíti: Watashi wa Kyoto no shusshin desu.

### A törökben
A török nyelvben is jelen időben és olyan mondatban, amelyben nincs igeszemlélet- vagy modalitásjelzés, egyes szám harmadik személyben nincs kopula sem, pl. Necla öğretmen ’Necla tanár’. Többes szám 3. személyben is bizonyos esetekben hiányzik a kopula: Öğretmenler ’(Ők) tanárok’, hangsúllyal az utolsó előtti szótagon, miközben hangsúlyos utolsó szótaggal egyszerűen többes számú főnévről van szó. Egyéb esetekben a kopula szerepét toldalékok töltik be, amelyeknek idő, mód stb. szerinti alakjaik vannak. Ezekhez adnak hozzá egyéb toldalékokat és végül a személyragot, amely egyes szám 3. személyben zéró: Necla öğretmendi ’Necla tanár volt’, Biraz yorgundum ’Meglehetősen fáradt voltam’ (szó szerint ’Meglehetősen fáradt-MÚLT IDEJŰ KOPULA-E/1 RAGJA’), Öğrenciydiler ’Diákok voltak’ (szó szerint ’Diák-MÚLT IDEJŰ KOPULA-T/3 RAGJA’).